# セガNET麻雀 MJ
『セガNET麻雀 MJ』（セガネットマージャン エムジェイ、以下MJ）は、株式会社セガ・インタラクティブが開発し、株式会社セガゲームスが運営するオンライン対戦麻雀ゲームである。セガ・インタラクティブのアーケード版『セガNET麻雀 MJ Arcade』のアプリ版の位置づけで、アーケード版のプレイヤーとマッチングはしないが、共通のコラボイベントなどが開催される。
2013年7月25日にiOS版、2013年9月19日にPC版、2014年2月24日にAndroid版をリリースし、ダウンロード数は600万を突破している。
2016年10月25日に開催されたセガ・インタラクティブの「マルチデバイス×ワンサービス」説明会において、運営をセガゲームスからセガ・インタラクティブへ移管予定であることが発表された。

## 特徴
毎週火曜日10時から15時にかけて定期メンテナンスが行われる。
グラフィックはアーケード版と同じく麻雀牌や雀卓、プレイヤーの手は3Dで描写される。他のアプリには無い実況システムが導入されており、アーケード版と同じくゴッドハンド演出があるなど、プレイ中の演出が凝っているのが特徴。
Ver.5.0より英語モード（一部未対応あり）と英語の実況および解説が搭載された。

### MJチップ・ゴールド・カジノチップについて
ゲーム内通貨はMJチップとGOLD、カジノチップ（Ver.4.00以降）3種類がある。
MJチップはフリー対戦や認定戦、大会、カジノの配当などで入手が可能なのに対し、GOLDは有料コンテンツ専用の仮想通貨という扱いのため、課金以外に手に入れる手段がない。両方所持している場合での対局による消費はGOLDが優先される。
Ver.4.00以降のカジノで使えるカジノチップはカジノのベットとしてのみ利用できる（使用した場合の配当はMJチップのみ）。
カジノをプレイした場合、カジノチップが最優先に消費され、カジノチップがなくなるとGOLD、MJチップの順に消費される。
Appleの規定により、チップやアイテムなどはPC/Android版とiOS版は別管理となる（iOS上ではそれぞれiMJチップ、iGOLD、iカジノチップの表記となる）

## ゲームシステム

### Freeモード
場代のかからないモード。他のプレイヤーと対戦する「Free対戦」、コンピュータと対局する「CPU戦」、任意のプレイヤーと対局できる「プライベート戦」が存在する。

#### Free対戦
全国のプレイヤーとマッチングで対局するモード。東風・三麻が存在する。級位のプレイヤーは成績により経験値が上下し初段まで段位を上げることが可能。連続8試合のFree成績が規定スコアに到達すると、専用ガチャや公式モードの場代で有料ポイントのGOLDの代わりとして使用できるMJチップが獲得できる。なお、MJチップの獲得は獲得回数（月間）に制限が設けられている。
モバイル版では沈んだ（結果がマイナスである）とき、広告を見ることでマイナスを帳消しにできる機能がある。

#### CPU戦
コンピュータと東風または三麻で対局ができる。経験値は獲得できないが制限時間がなく練習として利用できる。CPU戦はメンテナンス中でも利用が可能なため、牌譜は保存されない。

#### プライベート戦
プライベートルームの作成や、パスワードを元に任意のプライベートルームに参加できる。

### 公式モード
「段位認定戦」「トーナメント」は場代の代わりにPLAYチケットを用いることでプレイも可能。「段位認定戦」「トーナメント」をプレイすることで会員ランクが変動するマイルが獲得できるほか、カードアイテムの達成判定が発生する。
また一局戦、高レート卓、ギャンブル卓以外ではトップを獲れば場代やPLAYチケットは消費されない。
初期のバージョンではFree対戦と同様に一般（上級）卓の連続8試合の成績が規定スコアに達することでMJチップが手に入ったが、Ver2.0より毎週行われるリーグ戦（A,B,Cリーグ各3組の9ランク、Ver3.4よりSリーグが加わり12ランク）B,Cリーグは4試合、Aリーグは6試合、Sリーグは8試合のプラスの成績（マイナス成績は加味されない）により、昇格（または維持、例としてS3リーグで3位なら昇格は出来ないものの300GのMJチップが獲得できる）の順位に達した場合にMJチップが獲得できる（降格しても使った場代以外にMJチップが失われることはない）。

#### 段位認定戦
誰でも参加可能（ver.3.2以降、それまでは初段）の「通常卓」と五段以上のプレイヤーが参加可能の「上級卓」の2つがあり、東風・三麻のプレイが可能。五段以上の卓では経験値が優遇されている。Ver 4.7.0より、四麻で半荘、三麻でハーフ三麻もプレイできるようになった。

#### トーナメント
Ver3.0で実装された毎月決まったスケジュールで開催される勝ち上がり形式のモード。
1stステージ、2ndステージ、3rdステージ、Finalステージの各7日開催の4つのステージに分かれており、3rdステージからは各麻雀プロ団体に所属しているプロ雀士 が参戦する。
段位認定戦（リーグ戦）やログインボーナスでもらえるトーナメントエントリー券を使用することで1stステージまたは2ndステージから参加が可能。参加ステージによって必要となるエントリー券の枚数が異なる。（1st：10枚、2nd：20枚（1stにエントリーして敗退した場合は10枚））
なお、プレイには通常の公式モードと同様に場代またはPLAYチケットが必要となる。
Ver3.5からトーナメント戦がリニューアルされ、前半は東風、後半は三麻でプレイできるようになった。各団体のプロ雀士も1stステージから登場する。 また得点計算と試合数も変更され、成績上位10試合の素点＋順位点で評価されるようになり、プレイ数が足りなくてもよくなった。また、ステージ敗退や不参加の場合、エントリーチケットは2ndで15枚、3rdで30枚が必要となる。

#### イベント/期間限定卓
期間限定のイベント用のモード。定期的に開催されており、大抵はいつでも何らかのイベントが開催されている。一部の大会、限定卓を除きイベントPLAY券が利用可能。イベント・期間限定卓の主な内容は以下のとおり。
| 名称                     | 内容 |
| ------------------------ | --- |
| SPRINT CUP               | 連続8試合のスコアを競う大会。場代が倍になったSPRINT CUP DXも開催された。                                                                                             |
| 全国大会                 | 連続8試合のスコアを競う大会。SPRINT CUPと異なり予選が存在する。 |
| MJグランプリ             | 予選A,予選Bの2回あり、いずれかで通過ラインを超えれば決勝に出場できる。                                                                                               |
| ハイグレードCUP          | 全国大会と同様の形式だが入賞時にもらえるMJチップが多いかわりに場代も高くなっている。                                                                                 |
| GOLD CUP                 | ハイグレードCUPと目的は同じだが、参加には有料のGOLDもしくはイベントPLAY券が必要。                                                                                    |
| ギャンブル卓・高レート卓 | 大会形式であるが、MJチップを賭けた対局となる。 高レート卓はギャンブル卓よりもレートが高く、イベント報酬が存在しない。                                                |
| 割れ目卓                 | 牌の開門の場所にいるプレイヤーが割れ目となり、そのプレイヤーの得点の収受が2倍となるルール。三麻で空席が開門場所の場合は全員が割れ目になる。                          |
| Ｗドラ卓                 | 最初からドラが2枚開かれる（王牌が16枚になる） |
| ドラ増卓                 | 局が進むごとにドラの枚数が増えていく卓。 |
| インフレ卓               | 割れ目とＷドラの両方を適用したルール。（THEわれめDEポンと同一） |
| デフレ卓                 | 裏ドラ、カンドラ、赤ドラ無し・一発無し・切り上げ満貫無しの特殊ルール。                                                                                               |
| 10万点卓                 | 初期点数が10万点の卓。順位ウマがない。 |
| 食いタン無卓             | 食いタン無の特殊ルール。 |
| 謎の旅客船               | 開催期間中は有料チケットを購入することで場代無しで打ち放題となる卓。                                                                                                 |
| コラボ大会               | 概ねSPRINT CUP、全国大会、MJグランプリと同じ形式。コラボ限定アイテムが特典として設定されている傾向がある。                                                           |
| 一局戦                   | Ver3.1で実装されたモード。一局清算型のイベントでアガリ役でチップが獲得できる。Ｗ赤ドラ、ダブドラ、爆ドラ（Ｗ赤ドラ、ダブドラの両方が適用）と並行されるようになった。 |
| 原点攻防戦               | Ver3.1で実装されたモード。チップを賭けた対局で自身より低順位からチップを獲得。原点を基準にチップ額の倍率が変わる。                                                   |
| チップ変動戦             | Ver3.1で実装されたモード。チップを賭けた対局で4位が1位に、3位が2位にチップを支払う。                                                                                 |
| ダブルアップ卓           | Ver3.1で実装されたモード。連続で原点を超えるとMJチップが倍増するが、一度マイナスになるとすべて没収される卓。                                                         |

※上記のほか、季節限定の大会や100万DL毎の記念大会（ミリオンCUP）が開催されることがある。
2017年4月からの大会では、成績方法がトーナメントに準じた計算で集計されるようになり、こちらも規定試合（原則8試合）に満たなくても有効となっている。
成績によりS賞～C賞まで設定されている。（ギャンブル卓は従来通り）

### ルール

#### 四麻ルール
「アリアリ」ルール（クイタン、後付け有）
一発、裏ドラ有
赤牌有（各1枚）
アガリ連荘（半荘戦は聴牌連荘）
順位ウマ：1位+20、2位+10、3位-10、4位-20
役
食いタン、後付け、一発有
流し満貫有（アガリ扱い）
ローカル役は全て無
人和は倍満とする（他の役と複合できない。人和としない方が役が大きい場合は、人和とならない）
九蓮宝燈は萬子・索子・筒子の何れでも可
緑一色は発なしでも可
国士無双のみ、暗カンされた牌でもロン可能
ドラ
槓ドラ有（カン成立時に「即ノリ」）
裏ドラ、槓ウラ有
赤牌有（5萬・5索・5筒 各1枚）
アガリ点
積み棒1本につき300点
連風牌は2符とする
切り上げ満貫を採用（3飜60符・4飜30符に適用）
鳴き/リーチ/アガリ
「食い替え」禁止
「チー」は、他者がポン/カンしない場合のみ可能
持ち点が1000点未満の時はリーチできない
ツモ番が残っていない場合はリーチできない
リーチ中に待ち牌が変わるカンはできない
ダブロン・三家和有（供託点棒は上家取り）
包（パオ）は無
ゲーム進行（連荘/流局/終了）
アガリ連荘
ダブロン/トリロンの場合、連荘条件は上家取り（振り込み席からツモ順番が一番近いアガリ者を優先。親なら連荘）
途中流局は一部無
- 九種九牌　:親の連荘
- 四風子連打:親流れ
- 四開槓　　:親流れ
- 四人リーチ:流局にならない

ぶっとび有（持ち点0は続行）
トップ時のみ「アガリ止め」有（オーラスで親がアガリ、トップなら自動終了）
順位/SCORE
25000点スタートの30000点返し
順位ウマ：1位+20、2位+10、3位-10、4位-20
点数が同点の場合は、起家に近い方を上位とする
SCOREは小数点第1位まで算出する（五捨六入しない）
終了時に残った供託点棒は、1位のプレイヤーが獲得する

#### 三麻ルール
「アリアリ」ルール（クイタン、後付け有）
赤牌有（各1枚）
「北」は全員の役牌
アガリ連荘
順位ウマ：1位+20、2位±0、3位-20
役
食いタン、後付け、一発有
流し満貫は有（アガリ扱い）
ローカル役は全て無
人和は倍満とする（他の役と複合できない。人和としない方が役が大きい場合は、人和とならない）
九蓮宝燈は索子・筒子の何れでも可
緑一色は発なしでも可
国士無双のみ、暗カンされた牌でもロン可能
ドラ
槓ドラ有（カン成立時に「即ノリ」）
裏ドラ、槓ウラ有
赤牌有（5索・5筒 各1枚）
ドラ表示牌が「一萬」の場合、ドラは「九萬」とする
アガリ点
積み棒1本につき1000点
連風牌は2符とする
切り上げ満貫を採用（3飜60符・4飜30符に適用）
鳴き/リーチ/アガリ
「チー」ができない
ポンの「食い替え」禁止
持ち点が1000点未満の時はリーチできない
ツモ番が残っていない場合はリーチできない
リーチ中に待ち牌が変わるカンはできない
ダブロン有（供託点棒、積み棒は上家取り）
包（パオ）は無
ゲーム進行（連荘/流局/終了）
アガリ連荘
ダブロンの場合、連荘条件は上家取り（振り込み席からツモ順番が一番近いアガリ者を優先。親なら連荘）
途中流局は全て無
- 九種九牌　:無
- 三風子連打:流局にならない
- 四開槓　　:流局にならない（5回目のカン不可）
- 三人リーチ:流局にならない

ぶっとび有（持ち点0は続行）
トップ時のみ「アガリ止め」有（オーラスで親がアガり、トップなら自動終了）
順位/SCORE
35000点スタートの40000点返し
順位ウマ 1位+20、2位±0、3位-20
点数が同点の場合は、起家に近い方を上位とする
SCOREは小数第1位まで算出する（五捨六入しない）
終了時に残った供託点棒は、1位のプレイヤーが獲得する

### ゲームアイテム
- SPキャラ ... キャラクターの種別に関係なくアバターに差し替えて見た目を変更できるアイテム。
- SPボイス ... 対局中の発生ボイスを変更できるアイテム。
- BGMアイテム ... 対局中のBGMを変更できるアイテム。
- アバター ... 装備することでアバターの見た目を変化できるアイテム。
- カード ... ビンゴ形式のカードで、装備して所定のモードで記載の牌を含むアガリをすることで埋まる。ビンゴすることで報酬を手に入れることができる。
- 倉庫 ... 保有可能なアバターを拡張できるアイテム。
- メダル ... アイテムと交換可能。MJガチャや宝箱から入手が可能。
- PLAYチケット ... 公式モードをプレイできるアイテム。ログインボーナスやキャンペーンでも入手可能。
- SPキャラガチャコイン ... イベントなどで入手でき、10枚集めるごとにSPキャラガチャが1回無料で引けるコイン。150日の有効期限がある。

## タイアップ
本作はテレビアニメやパチンコ・スロット・ゲームなどといった他のメディアとのコラボレーションが行われてきた。

### 咲-Saki-
アーケード版で行われていたタイアップ大会が本アプリ版でも開催され、現在（アーケード版含む）大会数では一番多く開催されている。
『咲-Saki-CUP』として第6回が2014年3月、第7回が2014年12月に、第8回が2015年8月、第9回が2016年8月、第10回が2016年12月、第11回が2017年12月に開催。
一定試合の参加で咲-Saki-にちなんだ限定アイテム、ボイス付きSPキャラが配布された。

### テレビ埼玉
地方局テレビ埼玉とのタイアップ大会が開催された。
第1回は2015年2月よりオンライン決勝が行われ、3月1日にテレビ埼玉第1スタジオにてTV対局を開催。試合の様子は3月15日に放送された。
第2回はアーケード版『セガネットワーク対戦麻雀MJ5』と合同で2016年2月よりオンライン決勝が行われ、2月28日にテレビ埼玉本社スタジオにてTV対局を実施。試合の様子は3月19日に放送された。

### サミー
同じグループ会社のサミーから発売されたスロット「獣王」および「アラジン A2」、「ぱちんこ CR 新獣王2」、「CR北斗の拳 強敵」とのタイアップ。
2013年12月に第1回、2015年2月に第2回、2015年9月に第3回、2015年10月に第4回が開催された。
一定試合の参加でタイアップ機種にちなんだ限定アイテムが配布された。
また、「ぱちんこ CR 神獣王2」とのタイアップを記念して2015年9月より期間限定で「サミーBGMショップ」が開設された。

### 麻雀最強戦
竹書房主催の「麻雀最強戦2015」ネット麻雀予選が開催された。
通常のイベント形式の『MJ予選A』と打ち放題形式の『MJ予選B』が行われ、それぞれ上位1名が地方最強位決定戦の参加権を獲得した。

### パチスロ快盗天使ツインエンジェル3
2011年10月にサミーから発売されたパチスロ機とのタイアップ。
2015年5月に大会が行われ、一定試合の参加で限定アイテムが配布された。

### らあめん花月嵐
2015年9月よりタイアップとして店舗とのタイアップ（無料クーポンの公開、限定アイテム配布）を開催。
2015年10月に大会が行われた。

### 龍が如くシリーズ
2015年3月に龍が如く0 誓いの場所の発売を記念した第1回大会が行われ、
2015年12月にシリーズ10周年を記念した第2回大会が開催された。いずれも一定試合の参加で限定アイテムが配布された。
第2回では『龍が如く』10周年記念SPキャラガチャの特定キャラを所持していることで大会のMJチップ報酬が2倍となった。

### シャイニング・レゾナンス
セガ作品としてゲームソフトの発売を機に実施されたタイアップ。
2014年11月より同作品のSPキャラが出現するコラボガチャを実装、同年12月にタイアップ大会を開催した。
一定試合の参加でシャイニング・レゾナンスにちなんだ限定アイテムが配布された。

### サラリーマン金太郎
2014年10月にタイアップ大会を開催した。
一定試合の参加でサラリーマン金太郎にちなんだ限定アイテムが配布された。

### デイリースポーツ
2014年8月にタイアップ大会を開催した。
一定試合の参加でデイリースポーツにちなんだ限定アイテムが配布された。

### ファンタシースターオンライン2
セガが開発・運営しているファンタシースターオンライン2とのタイアップ。
2014年5月に『PSO2CUP』として、これまでに無いマグ育成やエネミー戦などのユニークなイベントが開催された。

### その他タイアップ大会を行ったコンテンツ
- 吉本興業（2度開催）
- AppBank
- AbemaTV
- 乖離性ミリオンアーサー
- むこうぶち
- 中間管理録トネガワ
- Mリーグ
- アイドル雀士スーチーパイ
- サミー以外のパチンコ・パチスロメーカー
  - 大都技研
    - 吉宗

  - ユニバーサルエンターテインメント
    - ミリオンゴッド 〜神々の凱旋〜
    - アナザーゴッドハーデス - 奪われたZEUS Ver.
    - ドンちゃん

  - 北電子
    - ジャグラー (パチスロ)

  - サンセイアールアンドディ
    - 牙狼

  - 三洋物産
    - 大海物語

## 制作
MJシリーズの知名度を向上させるためにつくられた本作は、基本プレイ無料の麻雀アプリとしては後発にあたるため、アーケード版と同様にグラフィックを強化するなどの施策が取られたほか、アーケード版では好評だった三人麻雀が導入された。
また、通信環境の差異などを考慮し、マッチングはアーケード版とは別のものが用いられた。

### スタッフィング
本作のプロデューサーである吉野慎一は、『セガネットワークカジノクラブ』でプロデューサーを務めており、『セガ四人打ち麻雀MJ』でも、プランナーからプロジェクトリーダー、そして事実上のプロデューサーを務めた経歴を持つ。
吉野は2021年のインタビューの中で、『ネットワークカジノクラブ』の実績が役に立ち、プロデューサーを続けられるようになったと振り返っている。
吉野は同年のインタビューの中で、開発チームには麻雀に詳しい者がたくさんいるとしつつも、新たに「麻雀に詳しい者」を募集してもなかなか入ってこなかった一方、麻雀に疎いスタッフが、時間をかけて麻雀に明るくなり、ゲームのアイデアを提案するというパターンが続いているとも話している。また、Mリーグのセガサミーフェニックス初代監督である高畑大輔がMJを担当していたが、2021年7月、MJから離れていることをYoutube「さやちゃんねる」にて本人より述べられている。

## 反響
吉野が2021年のインタビューの中で語ったところによると、本作の配信開始当初はなかなか売り上げが上がらず、2年間は毎年サービス終了が検討される状態が続いたとされている。それでも、ゲームバランスや運営体制が安定化するにつれて、プレイヤー数が着実に増えていく実感があったと吉野は振り返っている。そして、様々な施策を重ねる中で知名度が上がり、アーケード版の売り上げを超えることもあった。
吉野は本作のプレイヤー層について「MJモバイルは昔から継続して遊んでくれてる人が一定数いますが，やはり麻雀ゲームは「同じ遊び」を続けることで，飽きを感じて離れる人も出てきます。ただ，そういう人たちは一時的にほかのゲームに移ったあと，また戻ってきてくれることがとても多いんです。」と分析しており、新規プレイヤーやリピーターだけでなく、復帰プレイヤーでも遊びやすい環境を心掛けていると述べている。
また、吉野は女性や社会人のプレイヤーが増えていると分析しており、後者についてはVTuberの台頭や麻雀プロリーグ「M.LEAGUE」の展開によって、職場やコミュニティで麻雀に触れる機会が増えたのではないかと分析している。

## 参戦プロ雀士
最高位戦日本プロ麻雀協会、日本プロ麻雀協会、麻将連合、RMUの一部の雀士が参戦している。
- 愛内よしえ
- 阿賀寿直
- 朝倉康心
- 朝倉ゆかり
- 浅見真紀
- 足木優
- 新井啓文
- 石井あや
- 石井一馬
- 石橋伸洋
- 井出洋介
- 上野あいみ
- 多井隆晴
- 大平亜季
- 忍田幸夫
- 金子正輝
- 茅森早香
- 木原浩一
- 河野直也(2023年8月追加)
- 小林剛
- 近藤誠一
- 坂井秀隆
- 坂本大志
- 佐藤聖誠
- 篠原冴美(2023年8月追加)
- 渋川難波
- 清水英二
- 白田みお
- 鈴木達也
- 鈴木たろう
- 鈴木優
- 醍醐大(2023年8月追加)
- 谷井茂文
- 土田浩翔
- 都美(2023年8月追加)
- 仲林圭
- 新津潔
- 野添ゆかり(2023年11月追加)
- 日向藍子
- 松ヶ瀬隆弥
- 松嶋桃(2023年8月追加)
- 松本吉弘
- 丸山奏子(2023年8月追加)
- 瑞原明奈
- 水巻渉
- 村上淳
- 矢島亨